# برداشت شن

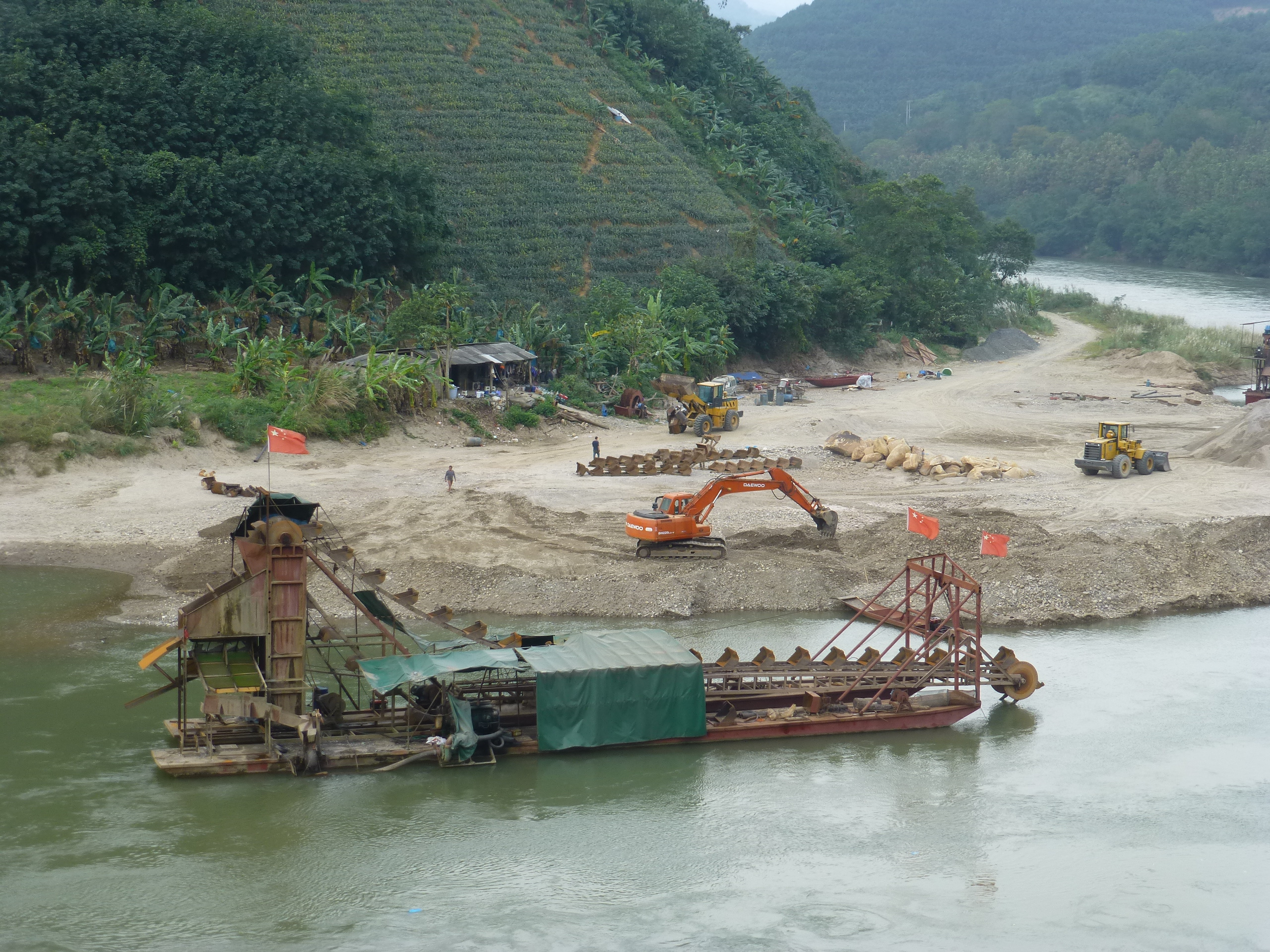
عملیات استخراج شن و ماسه در رودخانه سرخ، در شهرستان جین پینگ، یون‌نان

برداشت شن (به انگلیسی: Sand mining)، استخراج شن و ماسه، عمدتاً از طریق یک گودال روباز (یا گودال شنی) است. اما گاهی از سواحل و تپه‌های ماسه‌ای داخلی استخراج می‌شود یا از بستر اقیانوس‌ها و رودخانه‌ها لایروبی می‌شود. شن و ماسه اغلب در تولید استفاده می‌شوند، به عنوان مثال به عنوان ساینده یا در بتن. همچنین در جاده‌های یخی و برفی که معمولاً با نمک مخلوط می‌شوند، برای کاهش دمای نقطه ذوب در سطح جاده به کار می‌روند. ماسه می‌تواند جایگزین خط ساحلی فرسوده شود. برخی از کاربردها به خلوص بالاتری نسبت به سایرین نیاز دارند. به عنوان مثال ماسه مورد استفاده در بتن باید عاری از قطعات صدف باشد.

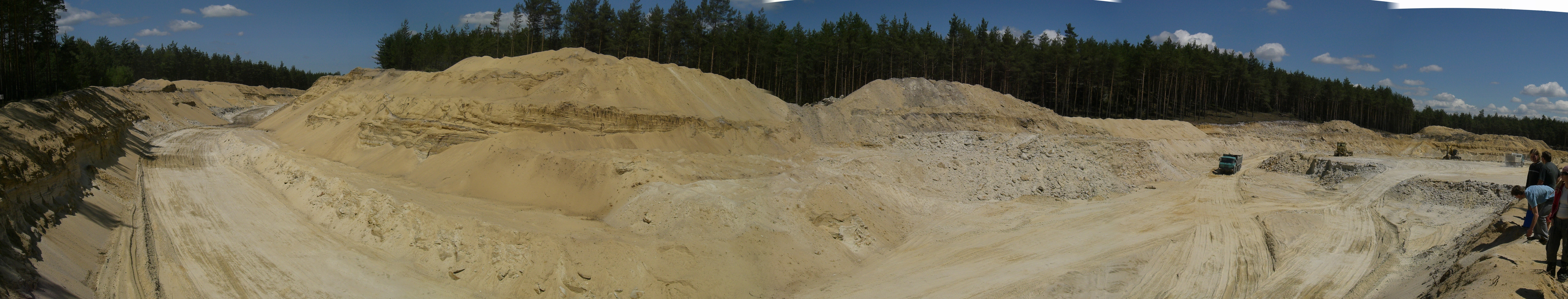
معدن شن و ماسه در جمهوری چک